# أنشطة وكالة الاستخبارات المركزية في إيطاليا
شاركت وكالة المخابرات المركزية في السياسة الإيطالية منذ نهاية الحرب العالمية الثانية.غيرت وكالة المخابرات المركزية الانتخابات العامة لعام1948 لصالح حزب الديمقراطيين المسيحيين اليمينيين وستواصل التدخل في السياسة الإيطالية حتى أوائل الستينيات على الأقل

## 1948
تأثرت الانتخابات العامة لعام1948 إلى حد كبير بالحرب الباردة التي بدأت بين الولايات المتحدة والاتحاد السوفيتي.
اعترفت وكالة المخابرات المركزية بتقديم مليون دولار لأحزاب الوسط الإيطالية. كما تم اتهام وكالة المخابرات المركزية بنشر رسائل مزورة من أجل تشويه سمعة قادة الحزب الشيوعي الإيطالي قانون الأمن القومي لعام1947، الذي جعل العمليات السرية الأجنبية ممكنة، تم التوقيع عليه ليصبح قانونًا قبل ستة أشهر تقريبًا من قبل الرئيس الأمريكي هاري إس ترومان.

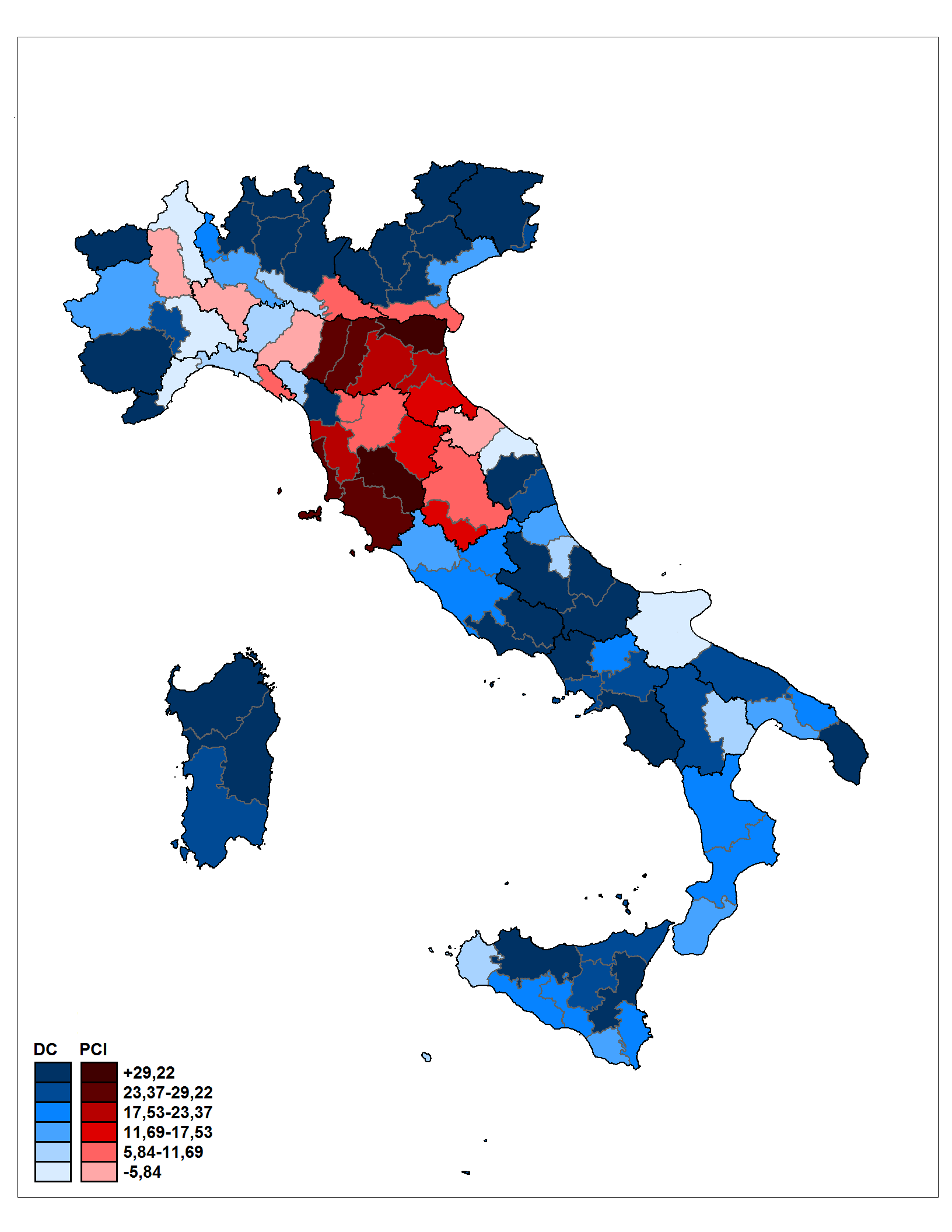
اختلافات.

«كان لدينا حقائب من المال سلمناها إلى سياسيين مختارين، لتحمل نفقاتهم السياسية، ونفقات حملتهم الانتخابية، والملصقات، والكتيبات»، وفقًا لما ذكره عضو وكالة المخابرات المركزية ف مارك وايت. من أجل التأثير على الانتخابات، قامت الوكالات الأمريكية بحملة لكتابة عشرة ملايين رسالة، وبثت العديد من البرامج الإذاعية على الموجة القصيرة ومولت نشر الكتب والمقالات، وكلها حذرت الإيطاليين مما يُعتقد أنه عواقب انتصار شيوعي.دعمت مجلة تايم الحملة، حيث ظهر زعيم الديمقراطية المسيحية ورئيس الوزراء ألكيد دي جاسبري على غلافها وفي قصتها الرئيسية في 19أبريل1948.
بشكل عام، قامت الولايات المتحدة بتحويل 10ملايين دولار إلى 20 مليون دولار إلى البلاد لأغراض مكافحة PCI على وجه التحديد.بالإضافة إلى ذلك، تم إنفاق ملايين الدولارات من إدارة التعاون الاقتصادي التابعة لخطة مارشال على «أنشطة إعلامية» مناهضة للشيوعية
تدعي وكالة المخابرات المركزية أن PCIكان يتم تمويله من قبل الاتحاد السوفيتي. وبحسب وايت: «تم تمويل الحزب الشيوعي الإيطالي. بأكياس نقدية سوداء خرجت مباشرة من المجمع السوفياتي في روما؛ وكانت الخدمات الإيطالية على علم بذلك.ومع اقتراب موعد الانتخابات، ازدادت المبالغ، والتقديرات تشير إلى أن ما بين8 إلى 10ملايين دولار شهريًا ذهب بالفعل إلى خزائن الشيوعية.ليس بالضرورة أن يكون للحزب بالكامل: كان السيد دي فيتوريو والعمل قوياً، وبالتأكيد ذهب إليه الكثير»، وفقًا لما ذكره الناشط السابق في وكالة المخابرات المركزية. على الرغم من أن الأرقام متنازع عليها، إلا أن هناك أدلة على بعض المساعدات المالية، التي توصف بأنها عرضية ومتواضعة، من الكرملين. ناقش مسؤول PCI بيترو سيكيا وستالين الدعم المالي.
فاز الديمقراطيون المسيحيون في نهاية المطاف بانتخابات عام1948 بنسبة 48٪ من الأصوات، وحصلت الجبهة الديمقراطية الشعبية على 31٪تكررت ممارسة وكالة المخابرات المركزية للتأثير على الوضع السياسي في كل انتخابات إيطالية على مدار الـ24عامًا التالية على الأقل. لن يفوز ائتلاف يساري في الانتخابات العامة للسنوات الـ48 المقبلة حتى عام1996.كان هذا جزئيًا بسبب ميل الإيطاليين التقليديين إلى المحافظة، والأهم من ذلك الحرب الباردة، حيث تراقب الولايات المتحدة عن كثب إيطاليا في تصميمها على الحفاظ على وجود حيوي للناتو في البحر الأبيض المتوسط والاحتفاظ بالوضع الراهن المتفق عليه في يالطا لأوروبا الغربية.

## الحرب الباردة
قدمت وكالة المخابرات المركزية ما متوسطه 5ملايين دولار سنويًا كمساعدات سرية لإيطاليا من أواخر الأربعينيات إلى أوائل الستينيات.ذهبت هذه المساعدة نحو الدعم المالي للحكومات الإيطالية الوسطية واستخدام منح العقود لإضعاف سيطرة الحزب الشيوعي الإيطالي على النقابات العمالية.

## 1990

### العمل السري شبه العسكري
يتفق مسؤولو الحكومة الإيطالية على أن شبكة البقاء في الخلف تسمى عملية غلاديو قد تم تشكيلها ضد احتمالية غزو حلف وارسو لإيطاليا، ولكن لم يتم إنهاؤها حتى عام 1990.ومع ذلك، من المتنازع عليه ما إذا كانت هذه الشبكة متورطة في سلسلة من الأعمال الإرهابية الفاشية ذات "العلم الكاذب"في إيطاليا والتي تم إلقاء اللوم فيها على"الألوية الحمراء"وغيرها من الجماعات السياسية اليسارية في محاولة لتشويه سمعة الجناح اليساري الإيطالي سياسيًا
كشف قاضي التحقيق في مدينة البندقية، فيليس كاسون، أثناء التحقيق في تفجير سيارة مفخخة في سبعينيات القرن الماضي في بيتينو، عن إشارات إلى غلاديو أثناء البحث في ملفات في جهاز المخابرات الإيطالي. ونقلت مجلة تايم عن رئيس الوزراء جوليو أندريوتي اعترافه بوجود غلاديو بسبب مناخ العصر ووبخ المعارضة لـ «تلميح الشكوك». وأصر على أنه على الرغم من أن غلاديو تمتلك هيكلًا عسكريًا، «إلا أنها لم تتورط أبدًا في أنشطة إرهابية». وفقًا لتشارلز ريتشارد، في تقرير لصحيفة الإندبندنت، قال الجنرال باولو إنزيريلي، رئيس موظفي المخابرات الإيطالي، إن الشبكة أغلقت في الأسبوع السابق من شهر نوفمبر/تشرين الثاني 1990. استمعت لجنة برلمانية معنية بالاستخبارات، تبحث في قضية غلاديو، إلى شهادات ثلاثة رؤساء وزراء سابقين: أمينتور فانفاني وسييراكو دي ميتا وبيتينو كراكسي. قال ريتشاردز إن الجنرال جيراردو سيرافالي، رئيس غلاديو من عام1971 إلى عام1974، قال لمراسل تلفزيوني إنه يعتقد الآن أن الانفجار على متن الطائرة أرغو16 في 23نوفمبر1973 ربما كان من عمل أعضاء غلاديو الذين رفضوا تسليم الأسلحة التي بحوزتهم. تم الحصول عليها من غلاديو. حتى ذلك الحين، كان يُعتقد على نطاق واسع أن التخريب نفذه الموساد، جهاز المخابرات الخارجية الإسرائيلي، انتقاما لقرار الحكومة الإيطالية الموالية لليبيا بطرد خمسة عرب حاولوا تفجير طائرة إسرائيلية بدلا من محاكمتهم.تم إخراج العرب من البلاد على متن أرغو16.
نفت وزارة الخارجية الأمريكية تورطها في الإرهاب وذكرت أن بعض المزاعم متأثرة بتزوير سوفييتي مزعوم، دليل الجيش الأمريكي الميداني 30-31ب.

## 2003

### العمل السري وجوانب القانون الدولي
تشير قضية أبو عمر (أو قضية الإمام رابيتو «قضية الإمام المختطف») إلى اختطاف إمام ميلان حسن مصطفى أسامة نصر، المعروف أيضًا باسم أبو عمر، ونقله إلى مصر.تتناول القضايا القانونية للقضية التسليم الاستثنائي الذي نفذته وكالة المخابرات المركزية في سياق الحرب العالمية على الإرهاب.
في 23ديسمبر2005، أصدر قاضٍ أمر أوروبي بالقبض على 22من عملاء وكالة المخابرات المركزية بتهمة اختطاف مشتبه به إرهابي مصري.في 22يناير/كانون الثاني2006، أرسل وزير الخارجية الإيطالي طلباً إلى السلطات الأمريكية للحصول على مساعدة قانونية.